# Fahad Al-Ghesheyan
Fahad Saleh Al-Ghesheyan (en árabe: فهد صالح الغشيان‎, nacido el 1 de agosto de 1971 en Riad, Riad) es un exfutbolista saudita. Jugaba de delantero y su último club fue el Al Nassr de Arabia Saudita.
Al-Ghesheyan desarrolló su carrera entre clubes de Países Bajos y su nación, entre los que se encuentran Al Hilal, AZ Alkmaar y Al Nassr. Además, fue internacional absoluto por la Selección de fútbol de Arabia Saudita y disputó tanto la Copa Mundial de la FIFA 1994 como la Copa Rey Fahd 1995.

## Carrera

### Clubes
Fahad Al-Ghesheyan es conocido por ser el primer jugador saudita en jugar en Europa, cuando pasó al AZ Alkmaar de los Países Bajos. El entrenador de AZ en ese momento era Willem van Hanegem, quien anteriormente había dirigido a Al Hilal. En este club, le había impresionado las cualidades técnicas de Al-Ghesheyan. Fahad se destacaba por ser un extremo derecho con buenas habilidades de regate, aunque con cierta falta de profesionalismo y consistencia.
En algún momento, se peleó con la dirección de su club.  Para su asombro, fue vendido a Al Nassr, rival histórico de Al Hilal en Riad. Los aficionados no podían creer que su mejor jugador acababa de irse y unirse al adversario de toda la vida; además, estaban molestos porque, después de su ida, sólo disputó unos pocos partidos para Al Nassr. Enseguida, Fahad abandonó ese club debido a la frustración de no poder jugar de vuelta en Al Hilal, su equipo de la infancia. Finalmente, Al-Ghesheyan se retiró temprano de la actividad, cuando sólo tenía 26 años.

### Selección nacional
Al-Ghesheyan se destacó por primera vez cuando formó parte de las eliminatorias de la Copa Asiática Juvenil de Arabia Saudita, donde guio al equipo saudita a la clasificación. Ya en la Copa Mundial Juvenil de la FIFA 1993, fue el futbolista estrella en el partido entre Arabia Saudita y Brasil, donde fue un jugador dominante y que controlaba el ritmo de juego. Los brasileños no pudieron controlar su dinámica y dominio de pelota, y fue por él que los sauditas dominaron totalmente a Brasil en el mediocampo y tuvieron muchos contraataques.
Estando en la cima de su juego, trató de ser tenido en cuenta en la selección absoluta en 1994. Sin embargo, su camino fue obstaculizado por un equipo saudita entonces rico en jugadores de ataque, como Majed Abdullah, Sami Al-Jaber, Fahad Al-Mehallel y Saeed Al-Owairan. Como extremo, los entrenadores rara vez le daban la oportunidad de jugar. En la Copa Mundial de la FIFA 1994 sólo fue utilizado en dos encuentros, entre ellos el partido de octavos de final ante Suecia. En el mismo, ingresó en la segunda mitad, cuando Arabia Saudita ya estaba dos goles por detrás de los escandinavos. A pesar de esto, logró poner el marcador 2-1 y se perdió otra oportunidad para hacer el 2-2, pero los suecos finalmente terminaron ganando 3-1.

## Trayectoria

### Clubes
| Club                  | País           | Año         |
| --------------------- | -------------- | ----------- |
| Al Hilal              | Arabia Saudita | 1992 - 1999 |
| AZ Alkmaar (préstamo) | Países Bajos   | 1999        |
| Al Nassr              | Arabia Saudita | 2000        |

### Selección nacional
| Selección | País           | Año         |
| --------- | -------------- | ----------- |
| Sub-20    | Arabia Saudita | 1992 - 1993 |
| Absoluta  | Arabia Saudita | 1992 - 1995 |

## Estadísticas

### Selección nacional
Fuente:
| Selección de Arabia Saudita | Selección de Arabia Saudita | Selección de Arabia Saudita |
| Año                         | Part.                       | Goles                       |
| --------------------------- | --------------------------- | --------------------------- |
| 1992                        | 3                           | 1                           |
| 1993                        | 6                           | 0                           |
| 1994                        | 17                          | 3                           |
| 1995                        | 7                           | 0                           |
| Total                       | 33                          | 4                           |

#### Goles internacionales
| No | Fecha                  | Sede                   | Oponente       | Gol   | Resultado | Competición                        |
| -- | ---------------------- | ---------------------- | -------------- | ----- | --------- | ---------------------------------- |
| 1. | 4 de diciembre de 1992 | Doha, Catar            | Omán           | 1 gol | 2-0       | Copa de Naciones del Golfo de 1992 |
| 2. | 29 de marzo de 1994    | Riad, Arabia Saudita   | Chile          | 1 gol | 2-2       | Partido amistoso                   |
| 3. | 3 de julio de 1994     | Dallas, Estados Unidos | Suecia         | 1 gol | 1-3       | Copa Mundial de Fútbol de 1994     |
| 4. | 19 de octubre de 1994  | Khobar, Arabia Saudita | Estados Unidos | 1 gol | 2-1       | Partido amistoso                   |

#### Participaciones en fases finales
| Torneo                                     | Sede           | Resultado        | Partidos | Goles |
| ------------------------------------------ | -------------- | ---------------- | -------- | ----- |
| Campeonato Mundial Juvenil de la FIFA 1993 | Australia      | Primera fase     | 2        | 0     |
| Copa Mundial de Fútbol de 1994             | Estados Unidos | Octavos de final | 2        | 1     |
| Copa Rey Fahd 1995                         | Arabia Saudita | Primera fase     | 1        | 0     |

## Palmarés

### Títulos nacionales
| Título                         | Club     | País           | Año  |
| ------------------------------ | -------- | -------------- | ---- |
| Copa Federación Saudita        | Al Hilal | Arabia Saudita | 1993 |
| Copa del Príncipe de la Corona | Al Hilal | Arabia Saudita | 1995 |
| Liga Profesional Saudita       | Al Hilal | Arabia Saudita | 1996 |
| Copa Federación Saudita        | Al Hilal | Arabia Saudita | 1996 |
| Liga Profesional Saudita       | Al Hilal | Arabia Saudita | 1998 |

### Títulos internacionales
| Título                             | Club (*)       | Sede     | Año  |
| ---------------------------------- | -------------- | -------- | ---- |
| Copa de Naciones del Golfo         | Arabia Saudita | Abu Dabi | 1994 |
| Copa de Campeones de Clubes Árabes | Al Hilal       | Riad     | 1994 |
| Copa de Campeones de Clubes Árabes | Al Hilal       | Riad     | 1995 |
| Recopa de la AFC                   | Al Hilal       | Riad     | 1997 |
| Supercopa de la AFC                | Al Hilal       | Pohang   | 1997 |
| Copa de Clubes Campeones del Golfo | Al Hilal       | Sur      | 1998 |

(*) Incluyendo la Selección